# Дрепано (дем Кожани)
Вижте пояснителната страница за други значения на Дрепано.
Дрепано или Караджилар (на гръцки: Δρέπανο, катаревуса Δρέπανον, Дрепанон, до 1927 година Καρατζιλάρ, Карадзилар) е село в Гърция, в дем Кожани, област Западна Македония.

## География
Дрепано е разположено на 700 m надморска височина, в южния край на котловината Саръгьол.

## История

### В Османската империя
В края на XIX век Караджилар е турско село в Кайлярска каза (Джума) на Османската империя. Според статистиката на Васил Кънчов („Македония. Етнография и статистика“) през 1900 година в Караджилар, Кожанска каза, има 568 турци.
На Етнографската карта на Битолския вилает на Картографския институт в София от 1901 година Караджилер е чисто турско село в Кожанската каза на Серфидженския санджак със 108 къщи.
Според статистика на Серфидженския санджак на гръцкото консулство в Еласона от 1904 година в Караджилар (Καρατζιλάρ), Кожанска каза, живеят 650 турци.

### В Гърция
През Балканската война в 1912 година в селото влизат гръцки части и след Междусъюзническата в 1913 година остава в Гърция. В 1913 година селото има 769 жители. През 20-те години населението му се изселва в Турция и на негово място са настанени понтийски гърци бежанци от Турция. В 1928 година селото е изцяло бежанско с 243 семейства и 996 жители бежанци.
През 1928 година името на селото е сменено на Дрепано.
| Име           | Име            | Ново име   | Ново име  | Описание                         |
| ------------- | -------------- | ---------- | --------- | -------------------------------- |
| Куйрук        | Κουϊρούκ       | Аналипсис  | Άνάληψις  | връх на С от Дрепано (699 m)     |
| Авлан         | Άβλάν          | Рема       | Ρέμα      |                                  |
| Боз           | Μπόζ Λόφος     | Рахи       | Ράχη      | връх на ЮИ от Дрепано (1036,7 m) |
| Кайнакия      | Καϊνακια       | Ливадия    | Λιβάδια   |                                  |
| Конаки        | Κονάκι         | Ксенонас   | Ξενώνας   | източна махала на Дрепано        |
| Сира Караагач | Σειρά Καραγατς | Ексохорафа | Έξωχώραφα | местност на СИ от Дрепано        |

| Година    | 1913 | 1920 | 1928 | 1940 | 1951 | 1961 | 1971 | 1981 | 1991 | 2001 | 2011 | 2021 |
| --------- | ---- | ---- | ---- | ---- | ---- | ---- | ---- | ---- | ---- | ---- | ---- | ---- |
| Население | 769  | 660  | 823  | 913  | 952  | 1199 | 817  | 838  | 1083 | 1340 | 1287 | 1134 |